# Kishinouyeidae
Kishinouyeidae Uchida, 1929 è una famiglia di cnidari della classe Staurozoa comprendente meduse sessili peduncolate ottenute dalla modificazione dell'esombrella. Il peduncolo delle Kishinouyeidae non è dotato di muscoli.
Il nome alla famiglia è stato dato in onore di Kamakichi Kishinouye, biologo marino giapponese, studioso di pesci e celenterati.

## Descrizione
Le specie delle Kishinouyeidae si distinguono per l'assenza di claustrum, come tutte le meduse del sottordine Eleutherocarpida d'altronde, e per l'assenza di muscoli nel peduncolo. Questi cnidari vivono in forma bentonica, sono litoranee ed epifitiche (cioè ancorate alla vegetazione sommersa). L'ombrella caliciforme presenta 8 ciuffi marginali di tentacoli capitati ricchi di cnidociti e cellule mucipare tra le quali sono allocati i ropali.

## Tassonomia
La famiglia comprende attualmente un solo genere:
- Calvadosia James-Clark, 1863

I seguenti generi in precedenza inclusi nella famiglia sono stati posti in sinonimia con Calvadosia:
- Kishinouyea Mayer, 1910
- Lucernariopsis Uchida, 1929
- Sasakiella Okubo, 1917
- Schizodiscus Kishinouye, 1902